# JUNG YONG HWA LIVE 'YOUR CITY'
《JUNG YONG HWA LIVE 'YOUR CITY'》是韓國男歌手鄭容和的第九次個人演唱會，為亞洲巡迴演出。

## 概要
2023年9月14日，鄭容和時隔6年零2個月再次在韓國國內發行SOLO迷你專輯《YOUR CITY》，參與專輯全部六首歌曲的詞曲創作。
FNC官方於9月至10月期間陸續公佈確認將於澳門、臺灣、香港及泰國舉行2023 JUNG YONG HWA LIVE 'YOUR CITY'巡迴演唱會。其中香港場為鄭容和首次的戶外個人演唱會。
2023年11月7日，FNC日本官方公佈將於日本舉行2024 JUNG YONG HWA SOLO TOUR IN JAPAN "Your City"，站次包括神戸、名古屋、横浜。

## 場次
| 年份   | 舉行日期 | 國家/地區 | 城市   | 舉行地點                                        | 來源  |
| ------ | -------- | --------- | ------ | ----------------------------------------------- | ----- |
| 2023年 | 10月21日 | 澳門      | 澳門   | 新濠影滙綜藝館                                  | [ 5 ] |
| 2023年 | 10月28日 | 臺灣      | 臺北   | 天母體育館                                      | [ 6 ] |
| 2023年 | 11月4日  | 泰國      | 曼谷   | Bangkok International Trade & Exhibition Centre |       |
| 2023年 | 11月22日 | 香港      | 香港   | 安盛 x 竹翠公園 AXA WONDERLAND                  | [ 3 ] |
| 2024年 | 1月11日  | 日本      | 神戶   | 神戸 International Hall                         |       |
| 2024年 | 1月12日  | 日本      | 神戶   | 神戸 International Hall                         |       |
| 2024年 | 1月30日  | 日本      | 名古屋 | 名古屋 Forest Hall                              |       |
| 2024年 | 1月31日  | 日本      | 名古屋 | 名古屋 Forest Hall                              |       |
| 2024年 | 2月10日  | 日本      | 神奈川 | 橫濱國際平和會議場                              |       |
| 2024年 | 2月11日  | 日本      | 神奈川 | 橫濱國際平和會議場                              |       |

## 製作單位

### 澳門站
- 活動日期：2023年10月21日（週六）
- 演出時間：下午7點（當地時間）
- 演出地點：新濠影滙綜藝館
- 主辦單位[7]：萬星國際娛樂文化
- 經紀公司：FNC ENTERTAINMENT

### 臺北站
- 活動日期：2023年10月28日（週六）
- 演出時間：下午6點（當地時間）
- 演出地點：天母體育館
- 主辦單位[8]：D-SHOW
- 協辦單位：遠傳電信、映礫娛樂

### 香港站
- 活動日期：2023年11月22日（週三）
- 演出時間：下午8點（當地時間）
- 演出地點：安盛 x 竹翠公園 AXA WONDERLAND
- 主辦單位[9]： DLLM Production、ECHO HK、UGO、耀榮文化、Ticatch、創意高潮、新北江文化傳媒、神話娛樂

- 聯合主辦單位：瘋潮娛樂、U Force、勁維肯創意
- 冠名贊助：AXA 安盛

## 外部連結
- 2023 JUNG YONG HWA LIVE 'YOUR CITY' IN HONG KONG FNC 官方詳情（页面存档备份，存于）